# 목도 (남해군)
목도(木島)는 대한민국 경상남도 남해군 상주면 상주리에 있는 섬이다. '부도'라고 불리기도 한다. 특정도서로 지정하여 관리되고 있다.

## 특정도서
목도는 지형·경관이 우수하고, 해송이 울창하고 자연식생이 우수하며, 해양생물이 매우 다양하여 독도 등 도서지역의 생태계보전에 관한 특별법에 의거 특정도서로 지정되었다.
- 지정번호 : 제37호
- 면적 : 18,860m2
- 지번 : 경상남도 남해군 상주면 상주리 산440

## 사건 사고
- 남해군 무장공비 간첩선 침투 사건 - 1980년 12월 1일 오후 10시20분, 경상 남해군 목도 남방 7km 지점에서 은밀히 접근하는 북한 무장공비 간첩선 침투 발생